# Callophrys incompleta
Callophrys incompleta är en fjärilsart som beskrevs av Tutt 1907. Callophrys incompleta ingår i släktet Callophrys och familjen juvelvingar. Inga underarter finns listade i Catalogue of Life.